# 黟县华溪蟹
黟县华溪蟹（学名：Sinopotamon yixianense）为溪蟹科华溪蟹属的动物。在中国大陆，分布于安徽等地，多生活于山区溪流中，两岸灌木杂草丛生、水浅、水质偏酸以及卵石底。